# Amorphophallus vogelianus
Amorphophallus vogelianus là một loài thực vật có hoa trong họ Ráy (Araceae). Loài này được Hett. & Billensteiner mô tả khoa học đầu tiên năm 2003.